# Yūken Teruya
Yūken Teruya (照屋勇賢 Teruya Yūken; Okinawa, 18 giugno 1973) è un artista giapponese.
Ha studiato all'Università Tama Art di Tokyo e successivamente nel 2001 si è laureato presso la School of Visual Art di New York. Vive e lavora a New York. Lavora con diversi materiali, soprattutto la carta, e nei suoi lavori sono spesso presenti riferimenti alla cultura attuale sapientemente abbinati a tecniche artigianali della sua terra d'origine, l'isola Okinawa.

## Lavori e poetica
La poetica di Teruya è collocabile nel fenomeno del Neopop giapponese, debitrice quindi di una costante attenzione al mondo delle merci, degli oggetti commerciali oramai parte integrante della vita quotidiana; tramite l'utilizzo di tecniche artigianali risalenti alla tradizione giapponese, l'artista riscatta questi oggetti poveri, ritagliando su di loro un varco per il mondo organico. Gli oggetti seriali, totalmente artificiali ritrovano così uno strato naturale.
La serie di lavori “2003-2005” conduce ad una riflessione sugli effetti del consumismo e della globalizzazione; Teruya ricava dai sacchetti usati dalla grande marche internazionali dei piccoli paradisi naturali. Dentro le borse anonime di Mac Donald e delle più famose griffe di moda, troviamo inaspettatamente alberi e fronde amorevolmente ritagliati, piccoli elementi di un mondo incantato.
Nel 2007 e recentemente nel 2010 sono le pagine del New York Time a germogliare, concreta risposta all'aspirazione di una “Green Economy” proposta nell'articolo americano.
La possibile relazione tra due aspetti diversi dell'esistenza, il mondo naturale e quello artificiale, è il tema della serie “Dawn”; l'accostamento di una fragile crisalide di farfalla a prodotti artificiali di lusso o armi ricrea una connessione tra il mondo biologico e il consumismo attuale.
L'11 marzo 2011 l'artista ha vissuto in prima persona il terremoto e lo tsunami che hanno colpito pesantemente il Giappone. Le drammatiche immagini della situazione hanno fatto il giro del mondo e Teruya nel suo ultimo lavoro ha voluto dare un segnale positivo: sopra una foto dell'alluvione ha fatto crescere dei nuovi germogli, testimoni della vita che continua a crescere come nella migliore tradizione zen.

## Mostre

### Mostre personali (selezione)
- 2011 "Journey": Shoshana Wayne Gallery, Santa Monica, USA
- 2010 "My Great Grandma Is USA": Ueno Royal Museum, Tokyo, Japan
- 2010 "Earn lots of money. No need to write any letters, Just send home the money first": Josée Bienvenu Gallery, New York
- 2007 "Giving Tree Project": Murata&Friends Gallery, Berlin, Germany
- 2007 "Free Fish >-:► The Art of Yuken Teruya" Asia Society, New York, USA
- 2006 "Straight Flavor - Yuken Teruya" Hiroshima City Museum of Contemporary Art, Hiroshima, Japan
- 2005 "Forest Inc.": Josée Bienvenu Gallery, New York, USA
- 2005 Kunstverein Wiesbaden, Wiesbaden, Germany
- 2002 Shoshana Wayne Gallery, Santa Monica, USA

### Mostre collettive (selezione)
- 2010 "Roppongi Crossing": Mori Art Museum, Tokyo, Japan
- 2010 "Ties over Time: Japanese artists and America": Exhibition at the Residence of the U.S. Ambassador to Japan, Tokyo, Japan
- 2009 "Hundred Stories about Love": 21st Century Museum of Contemporary Art, Kanazawa, Japan
- 2008 "Art Scope, 2007/2008": Daimler Contemporay, Berlin, Germany
- 2008 "Wall Rockets'": The FLAG Art Foundation, New York, USA
- 2007 "Attention to Detail": The FLAG Art Foundation, New York, USA
- 2007 "The Shapes of Space": Guggenheim Museum, New York, USA
- 2006 "Asian Pacific Triennial": Queensland Art Gallery, Brisbane, Australia
- 2005 "Greater New York": P.S.1, Contemporary Art Center, New York, USA
- 2005 "Yokohama 2005: International Triennale of Contemporary Art": Yokohama, Japan

## Collezioni
- Guggenheim Museum, New York
- The Museum of Modern Art, New York, USA
- Daiichi Seimei Museum, Tokyo, Japan
- Seattle Art Museum, Seattle, USA
- Twigg-Smith Museum, Honolulu, USA
- Hoffman Collection, Berlin, Germany
- Altoids Collection, New Museum, New York, USA
- Norton Collection, New York, USA
- Charles Saatchi Collection, London, UK
- Sakima Art Museum, Okinawa, Japan
- Mori Art Museum, Tokyo, Japan

## Premi
- 2007	Painters and Sculptors Grant Program Award, Joan Mitchell Foundation, USA
- 2006	Artist in Residence Award, Art Scope Daimler Chrysler Japan, Japan
- 2005	NYFA fellowship - Lily Auchincloss Fellow 2002 Vision of Contemporary Artists, Japan
- 2005 Emerging Artist Award, The Aldrich Museum of Contemporary Arts, USA
- 2001	Skowhegan School of Painting and Sculpture Fellowship, Skowhegan, USA